# Ґрабово (Серпецький повіт)
Ґрабово (пол. Grabowo) — село в Польщі, у гміні Завідз Серпецького повіту Мазовецького воєводства.
Населення — 117 осіб (2011).

## Демографія
Демографічна структура станом на 31 березня 2011 року:
|          | Загалом | Допрацездатний вік | Працездатний вік | Постпрацездатний вік |
| -------- | ------- | ------------------ | ---------------- | -------------------- |
| Чоловіки | 61      | 9                  | 42               | 10                   |
| Жінки    | 56      | 13                 | 27               | 16                   |
| Разом    | 117     | 22                 | 69               | 26                   |